# 克鲁斯堡剧院
克鲁斯堡剧院（英语：Crucible Theatre），另译克鲁西布剧院（英文中常用"The Crucible"指代），位于英国谢菲尔德市中心，1971年正式开放使用。除了作为常规戏剧表演的场所外，克鲁斯堡剧院最著名的活动就是世界斯诺克锦标赛的举办地。从1977年开始，每年都会有顶尖的斯诺克选手聚集在这里进行比赛，克鲁斯堡近乎见证了整个现代斯诺克的发展历史。
克鲁斯堡剧院由M J Gleeson建造，于1971年正式对外开放。
克鲁斯堡剧院曾于1998年至2003年承办过女子世界司諾克錦標賽的一些比赛，之后因缺乏赞助而退出。此外，克鲁斯堡剧院还举行过一些其它室内运动的比赛，例如乒乓球，壁球等。